# Cameroceras
Cameroceras – wymarły rodzaj łodzikowca żyjący w okresie ordowiku, największy łodzikowiec w dziejach.
Opis:
Muszla prosta, długości do 11 m, syfon położony brzeżnie, gruby.
Znaczenie:
Skamieniałości różnych gatunków Cameroceras są skamieniałościami pomocniczymi w datowaniu ordowiku, zwłaszcza Azji i Ameryki Północnej.
Występowanie:
Rodzaj znany licznie ze wschodniej Ameryki Północnej i wschodniej oraz centralnej Azji, rzadziej z Europy (Hiszpania). Pojedyncze opisy także z Ameryki Południowej.
Zasięg wiekowy:
Ordowik
Wybrane gatunki o dużej wartości stratygraficznej:
- C. alternatum
- C. hennepini
- C. inopinatum
- C. stillwaterense
- C. trentonese
- C. rowenaense

Pokazany w serialu BBC pt. Powrót dinozaurów: Potwory na fali, będącym uzupełnieniem serialu Wędrówki z dinozaurami. W towarzyszącej serialowi książce pod analogicznym tytułem błędnie nazwany Cameraceras